# Atelier international du Grand Paris
El Atelier international du Grand Paris (AIGP), es una agrupación de interés público (GIP) creada en febrero de 2010 por voluntad de Nicolas Sarkozy, presidente de la República de Francia y a cargo de llevar una reflexión sobre el Gran París. Tiene la misión de realizar acciones de investigación, de desarrollo, de valorización de lugares relacionadas al área metropolitana de París. Constituye un lugar de experimentación, de creación y de difusión. Se apoya para eso en un Consejo científico inicialmente formado por diez equipos multidisciplinares de todo el mundo y hoy está compuesto por quince equipos de arquitectos-urbanistas.

## Organización
El AIGP está instalado en el Palacio de Tokio, en París.
Desde febrero de 2010 a junio de 2011, el Consejo de administración de la AIGP estuvo presidido por Emmanuel Raoul, secretario permanente del Plan Urbanismo Construcción Arquitectura (PUCA). Desde el 7 de junio de 2011, el presidente del AIGP fue Pierre Mansat, alcalde adjunto de París a cargo del territorio metropolitano y de las relaciones con las colectividades territoriales de Isla de Francia.
De febrero de 2010 a septiembre de 2013, el director general del AIGP fue Bertrand Lemoine, arquitecto, ingeniero, director de investigación al CNRS y antiguo director de la Escuela nacional superior de arquitectura de París-Villette. El AIGP está dirigido desde el 23 de septiembre de 2014 por Mireille Ferri, profesora asociada en urbanismo en la Universidad de La Sorbona.
Está organizado en:
- un consejo de administración que reúne los representantes estatales y de los representantes de las colectividades territoriales el Ayuntamiento de París, de la región Isla de Francia, de la asociación de los alcaldes de Isla de Francia y de París Metropolitano.
- un consejo científico a cargo de producir valoraciones y de realizar estudios sobre las problemáticas relacionadas.[4]

### Primer consejo científico (2010-2011)
Los miembros del primer consejo científico del AIGP fueron elegidos de 10 equipos multidisciplinares que participaron en la consulta del Grand Pari(s) en junio de 2008 y cuyos trabajos fueron objeto de una exposición en la Cité de l'architecture et du patrimoine del 29 de abril al 22 de noviembre de 2009. 
|    | Nombre del equipo                 | Nacionalidad | Representante            | Equipo |
| -- | --------------------------------- | ------------ | ------------------------ | --- |
| 1  | MVRDV                             | Países Bajos | Winy Maas                | Jacob van Rijs, Nathalie De Vries |
| 2  | Atelier Castro Denissof Casi      | Francia      | Roland Castro            | Sophie Denissof, Silvia Casi |
| 3  | LIN                               | Alemania     | Finn Geipel              | Giulia Andi |
| 4  | Studio 09                         | Italia       | Bernardo Secchi          | Paola Viganò |
| 5  | Nouvel, Duthilleul, Cantal-Dupart | Francia      | Jean Nouvel              | Jean-Marie Duthilleul, Michel Cantal-Dupart, Alexandre Allard, Rémy Babinet, Patrick Bouchain, Daniel Buren, Michel Desvigne, Alain Fleischer, Anne Lacaton y Jean-Philippe Vassal |
| 6  | Atelier Christian de Portzamparc  | Francia      | Christian de Portzamparc | Daniel Béhar |
| 7  | L'AUC                             | Francia      | Djamel Klouche           | |
| 8  | Groupe Descartes                  | Francia      | Yves Leo                 | François Leclercq, David Mangin |
| 9  | Rogers Stirk Harbour & Partners   | Reino Unido  | Richard Rogers           | Mike Davies, Arup |
| 10 | Agencia Grumbach & asociados      | Francia      | Antoine Grumbach         | Jean-Marie Charpentier, Bruno Fortier |

### Segundo consejo científico (2012-)
En diciembre de 2011, el AIGP lanzó una llamada a candidaturas con el fin de renovar los miembros y redefinir las misiones de su consejo científico. Entre 10 y 15 nuevos equipos multidisciplinares, dirigidas por un arquitecto-urbanista mandatario, fueron seleccionados en mayo de 2012. Solo los equipos de Jean Nouvel y de Djamel Klouche, que habían participado en la primera consulta, no han sido confirmados.
|    | Nombre del equipo                                                       | Nacionalidad        | Representante                                                         | Equipo |
| -- | ----------------------------------------------------------------------- | ------------------- | --------------------------------------------------------------------- | --- |
| 1  | Atelier Roland Castro Sophie Denissof et associés, Silvia Casi          | Francia             | Roland Castro                                                         | Roland Castro, Sophie Denissof, Silvia Casi, arquitectos urbanistas, Berim, sociedad de Ingeniería, Jean-Pierre le Dantec, Consejo en arquitectura, urbanismo y paisajismo, y SNC Ciudades Proyectos / Nexity, experto en planeamiento urbanístico e inmobiliario                                                                 |
| 2  | Les Urbanistes Associés                                                 | Francia             | Devillers et Associés- arquitectura urbanismo paisaje infraestructura | Christian Devillers y Robert Spizzichino, coordinadores; Alain Bourdin, Alain Bornarel (Tribu), Christian Isbérie (CDVIA), Nicolas Louvet (6-T), Jean-Michel Roux (Transversal), Dominique Desjeux (Argonautes), DTZ consulting                                                                                                   |
| 3  | FGP(a)                                                                  | Francia             | Philippe Gazeau, arquitecto                                           | FGP (a) - Philippe Gazeau y Louis Paillard; Agence TER - Bava, Hössler y Philippe, paisajistas ; Ronan y Erwan Bourroulec, diseñadores; Normal Studio, diseñador; Michel Houellebecq; l’Atelier d’écologie urbaine; BRL ingeniería ; Michel Chalot, investigador                                                                  |
| 4  | Antoine Grumbach y asociados                                            | Francia             | Antoine Grumbach, Arquitecto - Urbanista                              | J-R. Mazaud / B Fortier / F. Nordemann / Orgéco / Egis Francia / L. Soffer / D. Karavan / A. Lefébure. Expertos : J. Attali / E. Orsenna / H. Le Bras / F. Ewald / O. Kaeppelin / E. Lesueur / B. Moineau / J. Toubiana / T. Willemsen                                                                                            |
| 5  | Agencia François Leclercq, Taller León & asociados, Agencia Marc Mimram | Francia             | François Leclercq, arquitecto urbanista                               | Agencia François Leclercq, Atelier Lion & Associés, Agence Marc Mimram, Atelier Alfred Peter, Transsolar, Météo France, Arcadis, Ernst & Young, Rio, Sophie Simonet, Campana & Eleb |
| 6  | LIN                                                                     | Alemania            | Finn Geipel + Giulia Andi                                             | LIN, LIGÓ, Wilhelm Klauser, Kaye Geipel, Joseph Hanimann, Systematica, Matthias Schuler - GSD Harvard, Michael Kleyer, Stephan Pflugmacher Lima, Olivier Ibert – IRS, Andreas Schneider - IIdj, Reimar Molitor, Blotto Design |
| 7  | Bres + Mariolle e investigadores asociados                              | Francia             | Béatrice Mariolle                                                     | BRES + MARIOLLE (Béatrice Mariolle y Antoine Brès), ENSAPB/AUSSER (Nathalie Lancret, Corinne Tiry-Ono), Géographie-cités (Nadine Cattan, Francis Beaucire, Xavier Desjardins), LAREP (André Fleury), Urban-Eco, GTC, GTC, Ready-Make, Beau-Bour                                                                                   |
| 8  | MVRDV con AAF y ACS                                                     | Países Bajos        | Winy Maas, arquitecto                                                 | MVRDV - Winy Maas, Jacob van Rijs, Nathalie de Vries, Jeroen Zuidgeest, Bertrand Schippan ; AAF – Andrei Feraru, Arnaud Hollard ; ACS – Monique Eleb, Sabri Bendimerad, Patrick Celeste, Clément Orillard, Philippe Simon |
| 9  | DPA                                                                     | Francia             | Dominique Perrault, arquitecto urbanista                              | Frédéric Migayrou filósofo, Jean-Louis Subileau, urbanista, Jacques Baudry ecólogo, Henri Berestycki matemático, Virginie Raisson experta en prospectiva, el Institut national de l’information géographique et forestière (IGN), Richard Copans, cineasta                                                                        |
| 10 | Agencia Elizabeth & Christian de Portzamparc                            | Francia             | Elizabeth y Christian de Portzamparc                                  | Elizabeth de Portzamparc, Christian de Portzamparc, Didier Martin |
| 11 | Rogers Stirk Harbour + Partners                                         | Reino Unido         | Rogers Stirk Harbour + Partners LLP                                   | Richard Rogers, Mike Davies director del equipo, Stephen Barrett ; Urban Age (London School of Economics) y ARUP, socios asociados |
| 12 | Studio 012_Bernardo Secchi y Paola Viganò                               | Italia              | Bernardo Secchi y Paola Viganò, arquitectos                           | Studio 012 Bernardo Secchi y Paola Viganò (arquitecto y urbaniste) con PTV Francia (transportes y desplazamientos), Tribu Energía (energías renovables), Biodiversità (ecología aplicada), MOX (estadística matemática y dinámica de los fluidos para la conceptualizaciónn y modelización de las coberturas)                     |
| 13 | SEURA ARQUITECTOS (F.BOUGNOUX, JM.FRITZ, D.MANGIN)                      | Francia             | Seura /David Mangin                                                   | Yannick Beltrando, François Monjal, Vincent Renard, Marc Wiel Louis Gallois y Yves Laffoucrière, personalidades asociadas |
| 14 | STAR Strategies + Architecture                                          | España Países Bajos | Beatriz Ramo arquitecta urbanista                                     | Coordinadora: Beatriz Ramo, - STAR strategies + architecture (Róterdam); Colaborador: Bernd Upmeyer, - Bureau of Architecture, Research, and Design (BOARD) / MONU Magazine on Urbanism (Róterdam); Expertos: Raphaël Ménard -Director y Paul Azzopardi (Elioth/Egis, París); Yann Collandre (Lyn Capital, París)                 |
| 15 | TVK TREVELO Y VIGER-KOHLER/ ACADIE/ GÜLLER GÜLLER / BAJO SMETS          | Francia             | Pierre Alain Trévelo y Antoine Viger-Kohler                           | Trévelo et Viger-Kohler, Acadie (Daniel Béhar, Philippe Estèbe, Martin Vanier), Güller Güller (Mathis Güller et Michaël Güller), Bas Smets, Franck Boutté, MRS (Michel Schupisser), Jordi Julia, Pierre Musso, Sébastien Marot, Soline Nivet, Simon Grand, Joachim Lepastier, Ville Ouverte (Gwénaëlle d’Aboville, Marie Jolivet) |